# Europees kampioenschap voetbal 1992
Het Europees kampioenschap voetbal mannen 1992 werd in Zweden gespeeld. Dit was het laatste toernooi met 8 deelnemende landen, vanaf 1996 werd het toernooi uitgebreid  tot 16 deelnemers.

## Deelnemende landen

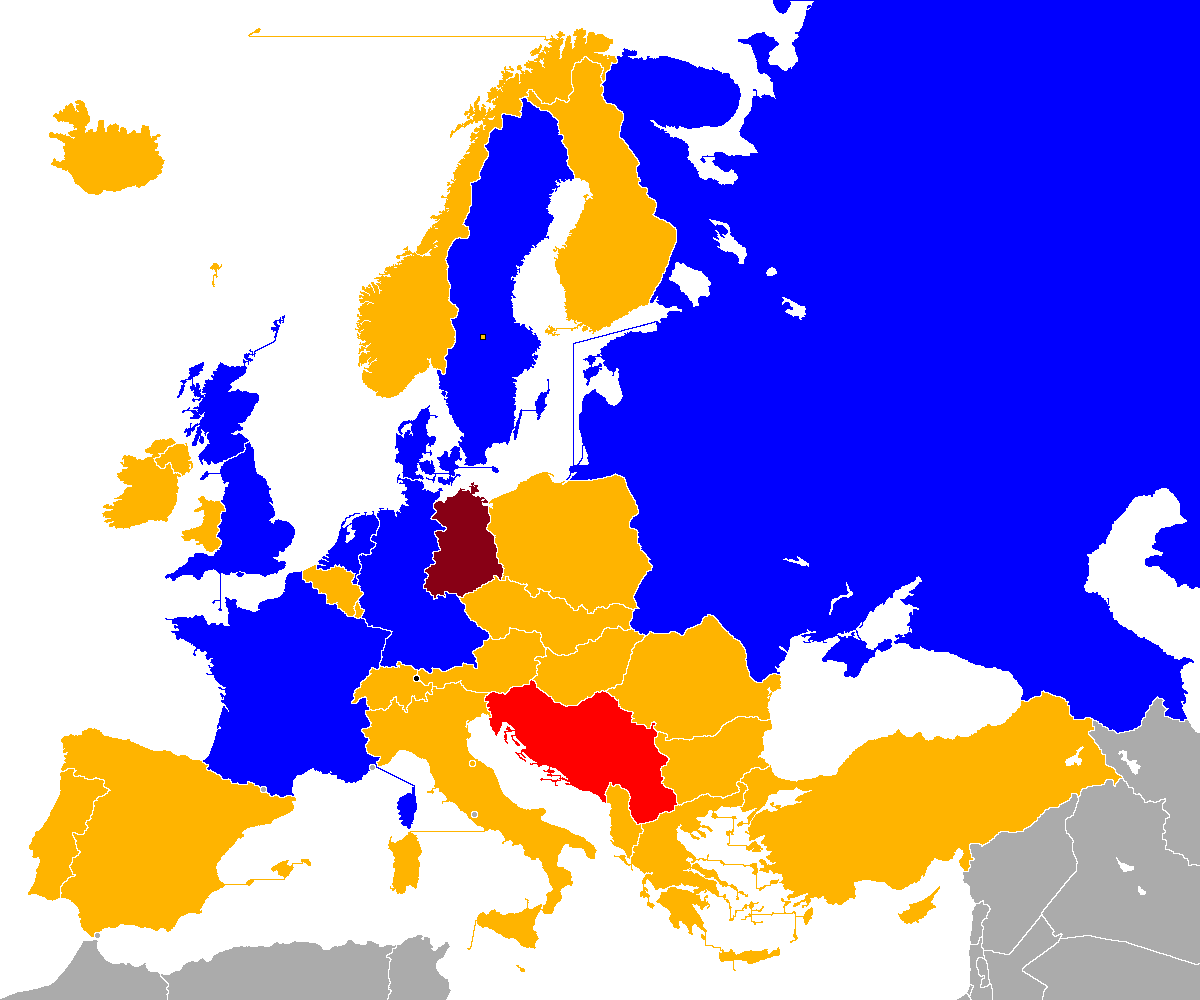
Gekwalificeerd
Niet gekwalificeerd
Teruggetrokken
Geschorst na kwalificatie
Geen UEFA-lid

| Land       | Kwalificatie als | Datum kwalificatie | Eerdere deelnames aan EK1             |
| ---------- | ---------------- | ------------------ | ------------------------------------- |
| Zweden     | Gastland         | 2 februari 1990    | 0 (Debuut)                            |
| Frankrijk  | Winnaar groep 1  | 12 oktober 1991    | 2 (1960, 19841)                       |
| Schotland  | Winnaar groep 2  | 13 november 1991   | 0 (Debuut)                            |
| GOS        | Winnaar groep 3  | 13 november 1991   | 5 (19603, 19643, 19683, 19723, 19883) |
| Denemarken | Tweede groep 4   | 30 mei 1992        | 3 (1964, 1984, 1988)                  |
| Duitsland  | Winnaar groep 5  | 18 december 1991   | 5 (19722, 19762, 19802, 19842, 19882) |
| Nederland  | Winnaar groep 6  | 4 december 1991    | 3 (1976, 1980,1988)                   |
| Engeland   | Winnaar groep 7  | 13 november 1991   | 3 (1968, 1980, 1988)                  |

1 Een vetgedrukt jaartal betekent een kampioenschap tijdens dat toernooi
2 als West-Duitsland
3 Van 1960 tot 1988 speelde Rusland/GOS onder de naam Sovjet-Unie.
België kwalificeerde zich niet voor de eindronde. Het eindigde in de groep op de derde plaats, achter Duitsland en Wales. Nederland kwalificeerde zich door de groep te winnen voor Portugal en Griekenland.
Oorspronkelijk kwalificeerde Joegoslavië zich voor de eindronde. Echter, als gevolg van de oorlogen in Joegoslavië moest het zich vlak voor de eindronde terugtrekken. Denemarken eindigde in de groep op de tweede plaats en werd daarom als vervanger aangewezen. Het verhaal gaat dat de vakantievierende Denen van het strand zijn geplukt om in Zweden te gaan voetballen. In werkelijkheid hielden de Denen er serieus rekening mee dat zij Joegoslavië moesten vervangen en speelden zij kort voor het EK nog een oefenwedstrijd.
Aanvankelijk speelde Denemarken tegen Engeland (gelijkspel) en Zweden (verlies) geen overtuigend spel, maar wist toch als tweede van de groep naar de halve finale te gaan door Frankrijk te verslaan. In de halve finale wisten de Denen onverwacht de favoriet en titelhouder Nederland te verslaan, waarna de gedoodverfde favoriet Duitsland in de finale met 2-0 werd verslagen. Denemarken, oorspronkelijk gezien als een van de zwakste deelnemers die aanvankelijk niet eens mee mocht doen, had voor een stunt gezorgd en was kampioen geworden.

## Speelsteden
| Göteborg                                    | Solna                               | Malmö                            | Norrköping                    |
| ------------------------------------------- | ----------------------------------- | -------------------------------- | ----------------------------- |
| Nya Ullevi Capaciteit: 44.000               | Råsunda stadion Capaciteit: 40.000  | Mälmo Stadion Capaciteit: 30.000 | Nya Parken Capaciteit: 23.000 |
|                                             |                                     |                                  |                               |
| 3 groepswedstrijden, 1 halve finale, finale | 3 groepswedstrijden, 1 halve finale | 3 groepswedstrijden              | 3 groepswedstrijden           |
|                                             |                                     |                                  |                               |

## Groepsfase

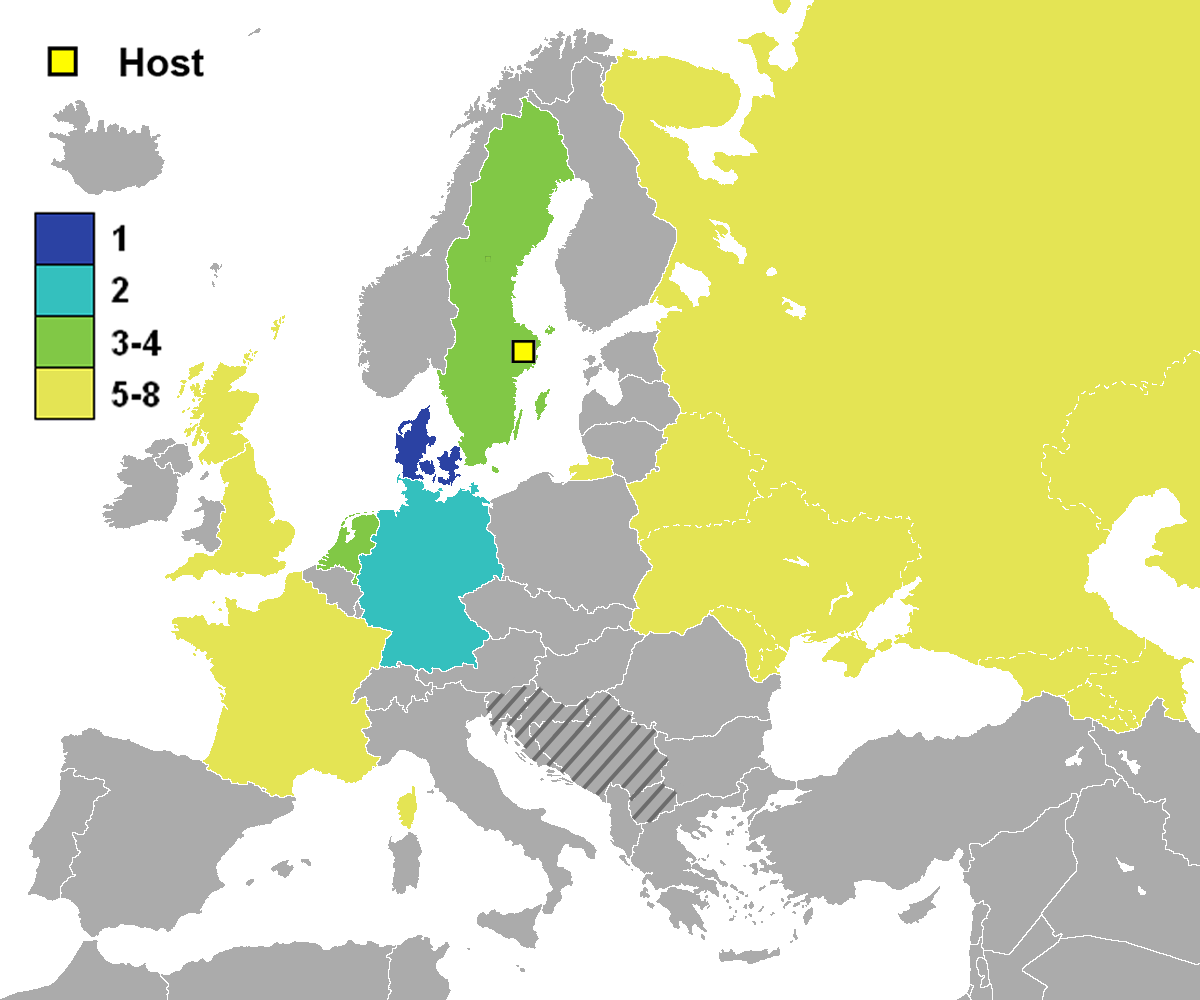
Deelnemers aan het EK. Zie afbeeldingspagina voor legenda

### Potindeling
De loting vond plaats op vrijdag 17 januari 1992 in Göteborg. Zweden was als gastland automatisch ingedeeld in Pot 1. Nederland was in die pot ingedeeld als titelhouder. De overige zes gekwalificeerde landen werden vrijuit geloot over de twee groepen. Ruim vier maanden na de loting werd de Joegoslavische ploeg uitgesloten van deelname en vervangen door Denemarken, dat tweede was geworden in de kwalificatiegroep.
| Pot 1 (Groepshoofd)                       | Pot 2                                                  |
| ----------------------------------------- | ------------------------------------------------------ |
| Zweden (gastland) Nederland (titelhouder) | Duitsland Engeland Joegoslavië Frankrijk GOS Schotland |

### Groep A
Het niveau van de eerste vier wedstrijden was dramatisch, er werden maar drie doelpunten gescoord. Vooral van Frankrijk werd veel meer verwacht, maar de ploeg speelde veel te verdedigend. Engeland had nog geen enkel doelpunt gescoord, al had het in de wedstrijd tegen Frankrijk pech met een keiharde, vrije trap van Stuart Pearce op de lat. Zweden had een voordeel voor de beslissende wedstrijden: het won met 1-0 van Denemarken door een doelpunt van Tomas Brolin.
Engeland moest van Zweden winnen om door te gaan en had al snel een voorsprong door een doelpunt van David Platt. Zweden was niet bij machte te reageren, maar een tweede Engelse doelpunt bleef uit. In de tweede helft was de wedstrijd totaal anders, de Zweden kwam gelijk via Jan Eriksson. Engeland moest winnen, maar toch besloot trainer Graham Taylor nota bene topscorer en aanvoerder Gary Lineker te wisselen voor een andere aanvaller. Het zou de laatste interland zijn van Lineker, die zou vertrekken naar het Japans Grampus Eight. Engeland kwam er nu helemaal niet meer uit, Zweden dicteerde het spel en werd vlak voor tijd beloond door een doelpunt van Tomas Brolin.
Frankrijk dacht op een zuinige manier zich te plaatsen, Denemarken zou geen probleem moeten zijn en coach Michel Platini besloot de verdedigende tactiek wat te laten varen en zette een extra aanvaller in. Men vergiste zich echter in de inzet van de Scandinavïers, die de Fransen totaal geen rust gunden. Hendrik Larsen scoorde al na acht minuten en de Fransen kwamen er totaal niet aan te pas. In de rust zette Platini zijn oude strijdmakker Luis Fernández in en de ploeg was beter in balans. Met een half uur te spelen scoorde Jean-Pierre Papin de gelijkmaker en dat zou voldoende zijn voor de Fransen zich te plaatsen. De Denen hervonden zichzelf weer en de ooit bij Feyenoord mislukte invaller Lars Elstrup scoorde het winnende doelpunt. Denemarken bleek een waardige invaller van Joegoslavië te zijn en de Fransen gingen af. Michel Platini trok zijn conclusies en diende zijn ontslag in.
| Land       | Wed | Win | Gel | Ver | DV | DT | +/− | Pnt |
| ---------- | --- | --- | --- | --- | -- | -- | --- | --- |
| Zweden     | 3   | 2   | 1   | 0   | 4  | 2  | 2   | 5   |
| Denemarken | 3   | 1   | 1   | 1   | 2  | 2  | 0   | 3   |
| Frankrijk  | 3   | 0   | 2   | 1   | 2  | 3  | –1  | 2   |
| Engeland   | 3   | 0   | 2   | 1   | 1  | 2  | –1  | 2   |

|                                                   |              |                  |           |                                                                                 |
| 10 juni 1992 «onderlinge duels» 20:15 uur (UTC+2) | Zweden       | 1 – 1            | Frankrijk | Råsundastadion, Solna Toeschouwers: 29.860 Scheidsrechter: Alexey Spirin ( GOS) |
| 10 juni 1992 «onderlinge duels» 20:15 uur (UTC+2) | Eriksson 24' | Wedstrijdverslag | 58' Papin | Råsundastadion, Solna Toeschouwers: 29.860 Scheidsrechter: Alexey Spirin ( GOS) |

|                                                   |                  |       |          |                                                                                          |
| 11 juni 1992 «onderlinge duels» 20:15 uur (UTC+2) | Denemarken       | 0 – 0 | Engeland | Malmö Stadion, Malmö Toeschouwers: 26.385 Scheidsrechter: John Blankenstein ( Nederland) |
| 11 juni 1992 «onderlinge duels» 20:15 uur (UTC+2) | Wedstrijdverslag |       |          | Malmö Stadion, Malmö Toeschouwers: 26.385 Scheidsrechter: John Blankenstein ( Nederland) |

|                                                   |                  |       |          |                                                                                    |
| 14 juni 1992 «onderlinge duels» 17:15 uur (UTC+2) | Frankrijk        | 0 – 0 | Engeland | Malmö Stadion, Malmö Toeschouwers: 26.535 Scheidsrechter: Sándor Puhl ( Hongarije) |
| 14 juni 1992 «onderlinge duels» 17:15 uur (UTC+2) | Wedstrijdverslag |       |          | Malmö Stadion, Malmö Toeschouwers: 26.535 Scheidsrechter: Sándor Puhl ( Hongarije) |

|                                                   |            |                  |            |                                                                                          |
| 14 juni 1992 «onderlinge duels» 20:15 uur (UTC+2) | Zweden     | 1 – 0            | Denemarken | Råsundastadion, Solna Toeschouwers: 29.902 Scheidsrechter: Aron Schmidhuber ( Duitsland) |
| 14 juni 1992 «onderlinge duels» 20:15 uur (UTC+2) | Brolin 58' | Wedstrijdverslag |            | Råsundastadion, Solna Toeschouwers: 29.902 Scheidsrechter: Aron Schmidhuber ( Duitsland) |

|                                                   |                         |                  |          |                                                                                             |
| 17 juni 1992 «onderlinge duels» 17:15 uur (UTC+2) | Zweden                  | 2 – 1            | Engeland | Råsundastadion, Solna Toeschouwers: 30.126 Scheidsrechter: José Rosa dos Santos ( Portugal) |
| 17 juni 1992 «onderlinge duels» 17:15 uur (UTC+2) | Eriksson 51' Brolin 82' | Wedstrijdverslag | 4' Platt | Råsundastadion, Solna Toeschouwers: 30.126 Scheidsrechter: José Rosa dos Santos ( Portugal) |

|                                                   |           |                  |                       |                                                                                           |
| 17 juni 1992 «onderlinge duels» 20:15 uur (UTC+2) | Frankrijk | 1 – 2            | Denemarken            | Malmö Stadion, Malmö Toeschouwers: 25.673 Scheidsrechter: Hubert Forstinger ( Oostenrijk) |
| 17 juni 1992 «onderlinge duels» 20:15 uur (UTC+2) | Papin 60' | Wedstrijdverslag | 8' Larsen 78' Elstrup | Malmö Stadion, Malmö Toeschouwers: 25.673 Scheidsrechter: Hubert Forstinger ( Oostenrijk) |

### Groep B
Het niveau in de andere groep was iets beter in de eerste vier wedstrijden, maar ook hier werd er weinig gescoord: vijf keer. Nederland speelde met liefst acht spelers, die vier jaar geleden Europees Kampioen werden en begon tegen Schotland voortvarend. Vooral in de eerste helft was Ruud Gullit ongrijpbaar, maar doelpunten leverde het niet op. In de tweede helft werd het spel minder, maar het nieuwe talent Dennis Bergkamp zorgde vlak voor tijd voor de winnende treffer na voorbereidend werk van Gullit en Van Basten. In de tweede wedstrijd tegen de voormalige Sovjet-Unie, het GOS, had Ruud Gullit het stukken zwaarder, hij werd volledig uitgeschakeld door Viktor Onopko. Nederland had het beste van het spel zonder uit te blinken, maar scheidsrechter Peter Mikkelsen keurde een geldig doelpunt van Marco van Basten af.
Duitsland speelde voor het eerst sinds de hereniging als Duitsland en de wereldkampioen had het team ververst met een aantal Oost-Duitse spelers als Matthias Sammer en Thomas Doll. Daar stond tegenover, dat aanvoerder Lothar Matthäus ernstig geblesseerd raakte, Duitsland was hun leider kwijt. In de wedstrijd tegen het GOS raakte ook nog Rudi Völler geblesseerd, hij zou niet meer in actie komen dit toernooi. Igor Dobrovolski zorgde met een strafschop voor het eerste en enige doelpunt van het GOS. Duitsland ontsnapte aan een nederlaag, Thomas Häßler scoorde met een fraaie vrije trap in blessuretijd. Tegen Schotland hadden ze het ook zwaar, maar de Schotten misten veel kansen en de Duitsers wonnen met 2-0. Het verloor in deze wedstrijd Guido Buchwald en Stefan Reuter met hoofdwonden, omdat de strijdlustige Schotten niet opgaven.
Nederland moest nu winnen van de wereldkampioen om in ieder geval boven Duitsland te eindigen en niet afhankelijk te zijn van de uitslag Schotland-GOS. In de eerste helft domineerde Nederland de wedstrijd en met name de Duitse libero Manfred Binz maakte een onzekere indruk. Twee dode spelmomenten in de 4e en 14e minuut, beide na overtredingen op Marco van Basten, bezorgden Nederland een 2-0-voorsprong. In de 4e minuut kopte Frank Rijkaard een vrije trap van Ronald Koeman binnen en ruim 10 minuten later legde Ronald Koeman succesvol af op Rob Witschge, die zo zijn eerste interlandgoal maakte. Hoogtepunt was een keiharde volley van uitblinker Van Basten, die op de lat belandde. In de tweede helft werd Binz gewisseld en gingen de Duitsers er tegenaan. Jürgen Klinsmann scoorde vrij snel de aansluitingstreffer en de paniek sloeg toe in het Nederlandse kamp. Rijkaard scoorde bijna in eigen doel, maar de bal belandde op de lat. Na 20 minuten herpakte Oranje zich en via een prachtige aanval waarbij Marco van Basten als bliksemafleider fungeerde, scoorde Dennis Bergkamp zijn tweede toernooigoal. Mooiste moment aan de aanval was, dat Van Basten signalen gaf aan Aron Winter, dat hij de bal moest geven aan Bergkamp. Duitsland werd gered door Schotland, dat zijn sportieve plicht deed door met 3-0 van het GOS te winnen. Het was een droevig einde van een team bestaande uit 15 Russen, drie Oekraïners, één Georgiër en één Wit-Rus. Voortaan zouden deze spelers voor hun eigen land spelen.
| Land      | Wed | Win | Gel | Ver | DV | DT | +/− | Pnt |
| --------- | --- | --- | --- | --- | -- | -- | --- | --- |
| Nederland | 3   | 2   | 1   | 0   | 4  | 1  | 3   | 5   |
| Duitsland | 3   | 1   | 1   | 1   | 4  | 4  | 0   | 3   |
| Schotland | 3   | 1   | 0   | 2   | 3  | 3  | 0   | 2   |
| GOS       | 3   | 0   | 2   | 1   | 1  | 4  | –3  | 2   |

|                                                   |              |                  |           |                                                                             |
| 12 juni 1992 «onderlinge duels» 17:15 uur (UTC+2) | Nederland    | 1 – 0            | Schotland | Ullevi, Göteborg Toeschouwers: 35.720 Scheidsrechter: Bo Karlsson ( Zweden) |
| 12 juni 1992 «onderlinge duels» 17:15 uur (UTC+2) | Bergkamp 75' | Wedstrijdverslag |           | Ullevi, Göteborg Toeschouwers: 35.720 Scheidsrechter: Bo Karlsson ( Zweden) |

|                                                   |                        |                  |            |                                                                                           |
| 12 juni 1992 «onderlinge duels» 20:15 uur (UTC+2) | GOS                    | 1 – 1            | Duitsland  | Idrottsparken, Norrköping Toeschouwers: 17.410 Scheidsrechter: Gérard Biguet ( Frankrijk) |
| 12 juni 1992 «onderlinge duels» 20:15 uur (UTC+2) | Dobrovolski 64' (pen.) | Wedstrijdverslag | 90' Häßler | Idrottsparken, Norrköping Toeschouwers: 17.410 Scheidsrechter: Gérard Biguet ( Frankrijk) |

|                                                   |           |                  |                          |                                                                                       |
| 15 juni 1992 «onderlinge duels» 17:15 uur (UTC+2) | Schotland | 0 – 2            | Duitsland                | Idrottsparken, Norrköping Toeschouwers: 17.638 Scheidsrechter: Guy Goethals ( België) |
| 15 juni 1992 «onderlinge duels» 17:15 uur (UTC+2) |           | Wedstrijdverslag | 29' Riedle 47' Effenberg | Idrottsparken, Norrköping Toeschouwers: 17.638 Scheidsrechter: Guy Goethals ( België) |

|                                                   |                  |       |     |                                                                                     |
| 15 juni 1992 «onderlinge duels» 20:15 uur (UTC+2) | Nederland        | 0 – 0 | GOS | Ullevi, Göteborg Toeschouwers: 34.400 Scheidsrechter: Peter Mikkelsen ( Denemarken) |
| 15 juni 1992 «onderlinge duels» 20:15 uur (UTC+2) | Wedstrijdverslag |       |     | Ullevi, Göteborg Toeschouwers: 34.400 Scheidsrechter: Peter Mikkelsen ( Denemarken) |

|                                                   |                                       |                  |               |                                                                                    |
| 18 juni 1992 «onderlinge duels» 20:15 uur (UTC+2) | Nederland                             | 3 – 1            | Duitsland     | Ullevi, Göteborg Toeschouwers: 37.725 Scheidsrechter: Pierluigi Pairetto ( Italië) |
| 18 juni 1992 «onderlinge duels» 20:15 uur (UTC+2) | Rijkaard 4' Witschge 15' Bergkamp 72' | Wedstrijdverslag | 53' Klinsmann | Ullevi, Göteborg Toeschouwers: 37.725 Scheidsrechter: Pierluigi Pairetto ( Italië) |

|                                                   |                                             |                  |     |                                                                                                  |
| 18 juni 1992 «onderlinge duels» 20:15 uur (UTC+2) | Schotland                                   | 3 – 0            | GOS | Idrottsparken, Norrköping Toeschouwers: 14.660 Scheidsrechter: Kurt Röthlisberger ( Zwitserland) |
| 18 juni 1992 «onderlinge duels» 20:15 uur (UTC+2) | McStay 7' McClair 16' McAllister 84' (pen.) | Wedstrijdverslag |     | Idrottsparken, Norrköping Toeschouwers: 14.660 Scheidsrechter: Kurt Röthlisberger ( Zwitserland) |

## Knock-outfase
|  | halve finale       | halve finale       |  |            | finale             | finale             |
|  |                    |                    |  |            |                    |                    |
|  | 21 juni – Solna    |                    |  |            |                    |                    |
|  | Zweden             | 2                  |  |            |                    |                    |
|  | Duitsland          | 3                  |  |            | 26 juni – Göteborg | 26 juni – Göteborg |
|  |                    |                    |  |            | Duitsland          | 0                  |
|  | 22 juni – Göteborg | 22 juni – Göteborg |  | Denemarken | 2                  |                    |
|  | Nederland          | 2 (4)              |  |            |                    |                    |
|  | Denemarken         | 2 (5)              |  |            |                    |                    |

### Halve finales
|                                                   |                                 |                  |                           |                                                                                     |
| 21 juni 1992 «onderlinge duels» 20:15 uur (UTC+2) | Zweden                          | 2 – 3            | Duitsland                 | Råsunda stadion, Solna Toeschouwers: 28.827 Scheidsrechter: Tullio Lanese ( Italië) |
| 21 juni 1992 «onderlinge duels» 20:15 uur (UTC+2) | Brolin 64' (pen.) Andersson 89' | Wedstrijdverslag | 11' Häßler 59', 88'Riedle | Råsunda stadion, Solna Toeschouwers: 28.827 Scheidsrechter: Tullio Lanese ( Italië) |

Zweden had goede hoop op een finaleplaats na een prima eerste ronde, maar had problemen op het middenveld door de schorsing van Stefan Schwarz en omdat Jonas Thern geblesseerd aan de wedstrijd begon. Duitsland had een beroerde eerste ronde achter de rug, maar stond er altijd als het echt moest. Ze waren heer en meester in de eerste helft, vooral Thomas Häßler maakte indruk met zijn dribbels en scoorde net als tegen de GOS met een vrije trap, aanvoerder Andreas Brehme raakte de paal met een andere vrije trap. In de tweede helft kwam Zweden twee keer terug in de wedstrijd, maar door twee doelpunten van Karl-Heinz Riedle won Duitsland met 3-2.
|                                                   |                           |                  |                |                                                                                        |
| 22 juni 1992 «onderlinge duels» 20:15 uur (UTC+2) | Nederland                 | 2 – 2 (nv)       | Denemarken     | Ullevi, Göteborg Toeschouwers: 37.450 Scheidsrechter: Emilio Soriano Aladrén ( Spanje) |
| 22 juni 1992 «onderlinge duels» 20:15 uur (UTC+2) | Bergkamp 23' Rijkaard 86' | Wedstrijdverslag | 5', 33' Larsen | Ullevi, Göteborg Toeschouwers: 37.450 Scheidsrechter: Emilio Soriano Aladrén ( Spanje) |

|                                                     |       | strafschoppen                             |  |
| R. Koeman van Basten Bergkamp Rijkaard Rob Witschge | 4 – 5 | Larsen Povlsen Elstrup Vilfort Christofte |  |

Net als in 1976, was Nederland meer bezig met een finale tegen Duitsland dan de nog te spelen halve finale. Nederland had indruk gemaakt in de wedstrijd tegen Duitsland en invaller Denemarken moest geen probleem zijn. Denemarken begon net als tegen Frankrijk agressief aan de wedstrijd en de dromende Nederlanders hadden er geen antwoord op. De verdediging werd verwaarloosd en met name Flemming Povlsen dolde de nog jonge Frank de Boer regelmatig. Slecht verdedigen leverde een snelle achterstand op door Larsen, hetgeen teniet werd gedaan door Dennis Bergkamp . Nederland was echter nog steeds niet wakker en vlak daarna profiteerde Larsen van slecht uitverdedigen van Ronald Koeman. Tot ver in de tweede helft was Denemarken veel sterker, maar na een ernstige blessure van Hendrik Andersen (gezwollen knieschijf na een duel met Marco van Basten), kwam Nederland eindelijk in de wedstrijd. Na wat gemiste halve kansen scoorde Frank Rijkaard vijf minuten voor tijd. In de verlenging had Nederland het beste van het spel tegen de vermoeide Denen, maar met name Bryan Roy miste een grote kans. Strafschoppen waren onvermijdelijk en uitgerekend Marco van Basten, de topscorer van het vorige EK miste als enige een strafschop: zijn strafschop werd gestopt door Peter Schmeichel. Hans van Breukelen kon zijn reputatie als "strafschop-killer" niet waarmaken en de ultieme underdog stond opeens in de finale.

### Finale
|                                                   |                        |       |           |                                                                                   |
| 26 juni 1992 «onderlinge duels» 20:15 uur (UTC+2) | Denemarken             | 2 – 0 | Duitsland | Ullevi, Göteborg Toeschouwers: 37.800 Scheidsrechter: Bruno Galler ( Zwitserland) |
| 26 juni 1992 «onderlinge duels» 20:15 uur (UTC+2) | Jensen 18' Vilfort 78' |       |           | Ullevi, Göteborg Toeschouwers: 37.800 Scheidsrechter: Bruno Galler ( Zwitserland) |

| UEFA Europees kampioenschap voetbal Winnaar 1992 |
| ------------------------------------------------ |
| DENEMARKEN 1ste titel                            |

## Doelpuntenmakers
3 doelpunten
- Henrik Larsen
- Karl-Heinz Riedle
- Dennis Bergkamp
- Tomas Brolin

2 doelpunten
- Jean-Pierre Papin
- Thomas Häßler
- Frank Rijkaard
- Jan Eriksson

1 doelpunt
- Igor Dobrovolski
- John Jensen
- Lars Elstrup
- Kim Vilfort
- David Platt
- Stefan Effenberg
- Jürgen Klinsmann
- Rob Witschge
- Paul McStay
- Brian McClair
- Gary McAllister
- Kennet Andersson